# Clinton (Utah)
Clinton város az USA Utah államában, Davis megyében. Lakosainak száma 23 386 fő (2020. április 1.).

## Népesség
A település népességének változása:

| 2010 | 20 426 |
| 2020 | 23 386 |